# Nohmul
Nohmul o Noh Mul es un yacimiento arqueológico maya precolombino localizado en la península de Yucatán, en Belice, en el que destacaba una pirámide de más de 2.300 años de antigüedad hasta 2013.

## Historia
Nohmul estuvo habitada inicialmente durante la era preclásica de cronología mesoamericana (entre alrededor de 350 ACE y 250 CE). Hacia el siglo V la construcción de monumentos en el lugar había cesado, y el lugar parece haber sido casi abandonado, con excepción de algunas actividades rurales. Después de un interegno en las actividades de construcción de varios siglos, Nohmul fue vuelto a ser habitado y se reanudó la construcción a gran escala, con actividad máxima observada durante la era Clásica Tardía (siglos VII-X).

## Destrucción
La pirámide fue destruida en mayo de 2013. A pesar que los sitios precolombinos están protegidos por la ley gubernamental el 13 de mayo de 2013 se detectó que la estructura principal, una pirámide de 30 metros de altura, fue casi totalmente destruida con maquinaria pesada para la obtención de grava y caliza para la construcción de carreteras cerca de Douglas Village. La maquinaria era propiedad de la empresa D-Mar Construction, propiedad del político Denny Grijalva del United Democratic Party. Sólo una pequeña parte central logró salvarse. John Morris del Belizean Institute of Archaeology dijo que no es creíble que los trabajadores desconocieran que se tratara de una ruina maya. Jaime Awe, del Belize Institute of Archaeology, indicó que la pirámide no podía haber sido confundida con un cerro pues el terreno es plano y las ruinas son muy conocidas.
La policía dijo que puede levantar cargos criminales, pendiente de la investigación. Otro caso sucedió en San Esteban en 2005, así como en otros lugares. El profesor Norman Hammond de la Universidad de Boston, quien trabajó en la zona en la década de 1980 dijo a Associated Press: «la destrucción de vestigios mayas para emplear los materiales como rellenos de carreteras es un problema endémico de Belice».